# Concilio di Elvira
Il concilio di Elvira (latino: Concilium Eliberritanum, spagnolo: Concilio de Elvira) si celebrò circa nel 306 nella città di Elvira (il nome di Granada prima della conquista araba, nell'allora Hispania).

## Descrizione
A questo sinodo, che gettò le basi di quello che sarà la futura Chiesa in Spagna, presero parte tutti i vescovi e i presbiteri di Spagna.
Vi si trattò il tema della separazione dalle comunità ebraiche che risiedevano nella penisola iberica. Fu il primo concilio in cui è presente un canone, il numero 33, che vieta agli ecclesiastici rapporti sessuali (divenuto successivamente decreto, emanato per primo da papa Siricio); la pena in caso di inosservanza era la deposizione, a questa pena papa Siricio aggiunse la scomunica. Misero inoltre per iscritto alcune leggi che obbligavano i cristiani ad allontanarsi dall'ambiente pagano e si condannarono le tesi adozioniste sulla natura di Cristo.
Il canone 36 si esprime contro l'uso di immagini nella decorazione delle chiese, mentre il canone 60 cerca di limitare alcune manifestazioni di fanatismo religioso da parte cristiana contro le tradizioni pagane: coloro che fossero stati uccisi dai pagani per averne distrutto un idolo, non avrebbero dovuto essere riconosciuti dalla Chiesa come martiri.
Il concilio impose le qualità morali dei chierici, escludendo dagli ordini religiosi:
- coloro che avessero voluto sposarsi dopo l'ordinazione diaconale, presbiterale o episcopale, pena la rinuncia alla carica
- coloro che avessero voluto risposarsi dopo la morte della moglie. Il concilio attuò il più antico riferimento canonico al celibato sacerdotale, che riguardava tutti i chierici che avevano accesso all'altare maggiore, dal diacono al vescovo. Il celibato divenne legge della Chiesa universale nel IV secolo;
- coloro che avevano una penitenza canonica in corso e che non avevano quindi ancora ricevuto l'assoluzione dei peccati, che giungeva al termine di quest'ultima. Specialmente per i peccati gravi, le penitenze avevano una durata molto lunga, che poteva occupare vari anni;
- coloro che erano sul letto degli infermi, poiché si riteneva che la malattia potesse inficiare una sincera vocazione religiosa a causa del timore della morte e dell'imminente giudizio particolare divino;
- coloro che si erano autoevirati o automutilati.
- i neobattezzati, poiché dopo la ricezione del sacramento doveva trascorrere un congruo periodo di tempo per verificare la condotta del battezzato e la sua vocazione religiosa.

Per i presbiteri era prevista un'età non inferiore ai trent'anni, mentre per i vescovi non inferiore a cinquanta.
Il sinodo affermò il ruolo dei diaconi nell'amministrazione della Chiesa e la loro facoltà di impartire l'assoluzione confessionale in casi eccezionali. Il Sinodo di Arles del 314 e il Concilio di Nicea I negarono loro la possibilità di presiedere anche l'Eucaristia in casi eccezionali.